# Ambassis ambassis
Ambassis ambassis és una espècie de peix pertanyent a la família dels ambàssids.

## Descripció
- Fa 12,1 cm de llargària màxima.
- 8 espines i 9-10 radis tous a l'aleta dorsal.
- 3 espines i 9-11 radis tous a l'aleta anal.
- Línia lateral contínua.[6][7]

## Depredadors
A Sud-àfrica és depredat per Ceryle rudis.

## Hàbitat
És un peix d'aigua dolça, salabrosa i marina; demersal, oceanòdrom i de clima subtropical.

## Distribució geogràfica
Es troba a Àfrica: des de Sud-àfrica fins a Kenya, Madagascar, Reunió i Maurici.

## Observacions
És inofensiu per als humans.